# محسن بهرامی
محسن بهرامی (زاده ۵ فروردین ۱۳۶۱ در تهران) بازیگر، مجری و صداپیشه ایرانی است. وی فارغ‌التحصیل مدرسه عالی بازیگری در حوزه هنری می باشد و فعالیت خود را در سال ۱۳۷۳ با سریال ردپای دوست شروع کرد اما فعالیت حرفه ای او با بازی در نمایش «از دست رفته» به کارگردانی فرهاد اصلانی در سال ۱۳۸۰ آغاز گردید. بازی او در سریال بازپرس از محبوب‌ترین آثار بهرامیست، همچنین وی با ایفای نقش هومن در سریال جنگل آسفالت بیش از پیش درخشید و مورد توجه مخاطبان قرار گرفت.

## فعالیت ها

### تئاتر
وی بازیگری را از تئاتر و با بازی در نمایش «از دست رفته» به کارگردانی فرهاد اصلانی شروع کرد. در سالیان اخیر در نمایش های متعددی به ایفای نقش پرداخته که از برجسته ترین آن ها می شود به «باغ آلبالو» به کارگردانی اکبر زنجان‌پور، «در اعماق» به کارگردانی مصطفی عبداللهی، «گل و قداره» به کارگردانی بهزاد فراهانی، «رگ» به کارگردانی ایوب آقاخانی، «پدر» به کارگردانی محمود زنده نام، «مالی سویینی» و «خانه تعطیل است» به کارگردانی شیما فرهمند اشاره کرد.
| سال  | نام نمایش                              | کارگردان        |
| ---- | -------------------------------------- | --------------- |
| ۱۳۸۰ | از دست رفته                            | فرهاد اصلانی    |
| ۱۳۹۱ | مالی سویینی                            | شیما فرهمند     |
| ۱۳۹۳ | خانه تعطیل است                         | شیما فرهمند     |
| ۱۳۹۳ | عشق من فوتبال                          | شایان افکاری    |
| ۱۳۹۳ | نمایشی برای تو (نمایشنامه‌خوانی)        | احسان کرمی      |
| ۱۳۹۴ | تهران زیر بال فرشتگان (نمایشنامه‌خوانی) | نادر برهانی‌مرند |
| ۱۳۹۴ | گل و قداره                             | بهزاد فراهانی   |
| ۱۳۹۴ | در اعماق                               | مصطفی عبداللهی  |
| ۱۳۹۴ | تولدت مبارک پیمان                      | شایان افکاری    |
| ۱۳۹۵ | باغ آلبالو                             | اکبر زنجانپور   |
| ۱۳۹۶ | هفت عصر هفتم پاییز                     | ایوب آقاخانی    |
| ۱۳۹۶ | پدر                                    | محمود زنده نام  |
| ۱۳۹۷ | تروکاژ (دوبلاژ)                        | محمدرضا ‌قلی ‌پور |
| ۱۳۹۸ | رگ                                     | ایوب آقاخانی    |
| ۱۳۹۸ | پسر                                    | علی مقدم        |
| ۱۳۹۹ | اتاقی در هتل پلازا (فیلم‌تئاتر)         | مریم باقری      |
| ۱۴۰۰ | عمارت قجری                             | مریم ‌باقری      |
| ۱۴۰۲ | کرگدن خوانی (نمایشنامه‌خوانی)           | کیوان کثیریان   |
| ۱۴۰۳ | بیژن و منیژه                           | شکرخدا گودرزی   |
| ۱۴۰۳ | ترانه‌های تِب                            | ایوب آقاخانی    |
| ۱۴۰۳ | اکتینگ                                 | اکبر زنجانپور   |
| ۱۴۰۴ | امر ملوکانه                            | حسین ‌پاکدل      |

بهرامی در یکی از گفتگو های خود بازیگری در تئاتر را اینگونه توصیف کرد: "یک بازیگر تئاتر همواره به لحاظ فیزیکی و هم به لحاظ بازی همیشه باید در صحنه آماده باشد و نمی تواند اشتباهاتش را روتوش کند. در تصویر هم به اندازه قابی که کارگردان از شما مد نظر دارد تصویر بازیگر فیلمبرداری می شود. در تئاتر شما باید کامل و بدون نقص باشید."

### تلویزیون
او تاکنون در سریال‌هایی نظیر «روشنایی‌های شهر» به کارگردانی مسعود کرامتی‌، «بی‌گناهان» به کارگردانی احمد امینی‌، «شاید برای شما هم اتفاق بیفتد» به کارگردانی احمد معظمی‌، «نوار زرد» به کارگردانی پوریا آذربایجانی، سریال‌های «پازل» و «نجوا» به کارگردانی ابراهیم شیبانی و  «سلام آقای مدیر» به کارگردانی علیرضا توانا به ایفای نقش پرداخته و علاوه بر آن در تله فیلم هایی همچون «در میان سایه ها» به کارگردانی مسعود کرامتی و «حکمت پنهان» به کارگردانی مجید تربتی حضور پیدا کرده. او در سریال تلویزیونی «شاهرگ» به کارگردانی سیدجلال دهقانی اشکذری نیز به ایفای نقش پرداخته است.
| سال  | عنوان                               | کارگردان          |
| ---- | ----------------------------------- | ----------------- |
| ۱۳۷۳ | سریال ردپای دوست                    | عباس رنجبر        |
| ۱۳۸۳ | سریال روشنایی های شهر               | مسعود کرامتی      |
| ۱۳۸۵ | تله‌فیلم حکمت پنهان                  | مجید تربتی        |
| ۱۳۸۶ | تله‌فیلم استخوان                     | فرهاد علیزاده آهی |
| ۱۳۸۷ | سریال بی‌گناهان                      | احمد امینی‌        |
| ۱۳۸۷ | تله‌فیلم در میان سایه‌ها              | مسعود کرامتی      |
| ۱۳۸۹ | مجموعه شاید برای شما هم اتفاق بیفتد | احمد معظمی        |
| ۱۳۸۹ | تله‌فیلم آقای دو پهلو                | محسن منشی‌زاده     |
| ۱۳۹۲ | مجموعه داوران                       | احمد امینی        |
| ۱۳۹۳ | مجموعه پازل                         | ابراهیم شیبانی    |
| ۱۳۹۶ | سریال نجوا                          | ابراهیم شیبانی    |
| ۱۳۹۶ | سریال نوار زرد                      | پوریا آذربایجانی  |
| ۱۳۹۸ | سریال سلام آقای مدیر                | علیرضا توانا      |
| ۱۳۹۹ | سریال شاهرگ                         | سیدجلال اشکذری    |
| ۱۴۰۲ | سریال بازپرس                        | احمد معظمی        |
| ۱۴۰۳ | سریال هشت‌پا                         | احمد معظمی        |

وی همچنین تجربه اجرای برنامه «رادیو هفت» از شبکه آموزش و اجرای «مسابقه ردپا ۲» از شبکه پنج در صدا و سیما جمهوری اسلامی ایران را داشته است.
بهرامی در برنامه «برگ اول» تولید سال ۱۴۰۰ شبکه آی‌فیلم، که برنامه‌ای با محوریت کتاب و کتاب‌خوانی است نیز حضور پررنگی دارد.

### شبکه‌ی خانگی
| سال  | عنوان             | نقش  | کارگردان       |
| ---- | ----------------- | ---- | -------------- |
| ۱۴۰۳ | سریال جنگل آسفالت | هومن | پژمان تیمورتاش |

### سوینا
بهرامی همکاری‌های متعددی با «گروه سوینا» (سینمای ویژه‌ی نابینایان) داشته. این گروه در سال ۱۳۹۸ به منظور ارائه محصولات فرهنگی و هنری به نابینایان و همچنین حمایت از توانمندی‌های نابینایان کشور در زمینه‌های فرهنگی و هنری، توسط گلاره عباسی تأسیس شد.

### رادیو
محسن بهرامی از سال ۱۳۸۹ به عنوان بازیگر رادیو در اداره کل هنرهای نمایشی رادیو نیز فعال بوده است.
برنامه‌ی «نامورنامه» با روایت و بازیگری محسن بهرامی نخستین نسخه رادیویی نمایشی شاهنامه است که پخش آن از ۲۵ اردیبهشت ماه ۱۴۰۱، مصادف با روز پاسداشت زبان فارسی و بزرگداشت حکیم ابوالقاسم فردوسی از رادیو نمایش آغاز شد.

### سینما
صداپیشگی نقش عباس بن علی در فیلم سینمایی «رستاخیز» به کارگردانی احمدرضا درویش، توسط محسن بهرامی انجام شده.

### کتاب‌ها و نمایش‌های صوتی
وی در زمینه‌ی گویندگی برای کتاب‌های صوتی و نمایش‌های صوتی نیز فعالیت‌های قابل توجهی انجام داده است که می‌توان از حضور او به عنوان روایتگر و گوینده در کتاب شرلوک هولمز، نمایش صوتی ربکا، کتاب تصویر دوریان گری، کتاب ترس و لرز و... اشاره کرد.
ایفای نقش گل محمد توسط محسن بهرامی در نسخه‌ی صوتی کتاب «کلیدر» اثر محمود دولت‌آبادی که یکی از برجسته‌ترین آثار صوتی فارسی محسوب می‌شود، با استقبال زیاد مخاطبان مواجه شد.

## جوایز

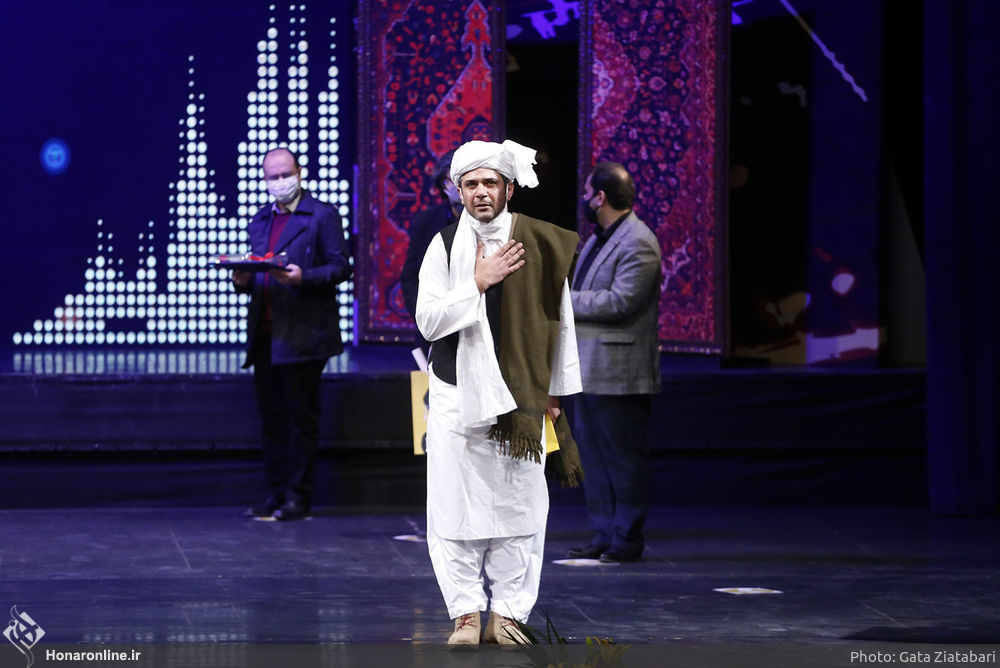
محسن بهرامی در مراسم اختتامیه سی و ششمین جشنواره موسیقی فجر

بهرامی در سال ۱۳۸۹ موفق به دریافت تندیس بازیگر اول مرد در بخش نمایش رادیو از سیزدهمین جشنواره تئاتر دانشجویی شد.
همچنین در بخش اعلام جوایز آثار الکترونیکی شورای کتاب کودک که در مرداد ۱۴۰۰ برگزار شد، لوح برگزیده و نشان ماهی سیاه کوچولوی روایتگری سال ۱۳۹۸ برای روایتگری کتاب شرلوک هولمز به بهرامی اعطا شد.
وی با حضور در اختتامیه‌ سی و ششمین جشنواره موسیقی فجر، به عنوان نماینده خانواده درپور، دیپلم افتخار بهترین خوانندگی موسیقی نواحی (نورمحمد درپور برای آلبوم دردانه) را دریافت کرد.